# Ali Sami Yachir
Ali Sami Yachir (sinh ngày 2 tháng 1 năm 1985 ở Tizi Ouzou) là một cầu thủ bóng đá người Algérie thi đấu cho ASO Chlef ở Giải bóng đá hạng nhì quốc gia Algérie.
Vào tháng 9 năm 2013, một video pha bỏ lỡ của Yachir trong trận đấu tại giải vô địch trước CR Belouizdad lan truyền nhanh chóng trên Internet. Tiền đạo này không thể sút vào lưới trống sau khi thủ môn trượt qua quả bóng.

## Danh hiệu
MC Alger
- Cúp bóng đá Algérie: 2014
- Siêu cúp bóng đá Algérie: 2014